# Het Stedelijk Zutphen
Het Stedelijk Zutphen was een openbare scholengroep te Zutphen, Gelderland, bestaande uit het Stedelijk Vakcollege (vmbo (lwoo, bb, kb)), het Stedelijk Mavo (gl, tl), en het Stedelijk Lyceum (havo, atheneum en gymnasium). De lessen werden gegeven op twee locaties. Alle lessen werden gegeven op de locatie Isendoornstraat, met uitzondering van het vmbo kader- en basisberoeps leerjaar 3 en 4. Het Stedelijk Zutphen was een daltonschool.
In augustus 2024 fuseerde het Stedelijk Zutphen met het Baudartius College tot het Eligant Lyceum.

## Geschiedenis

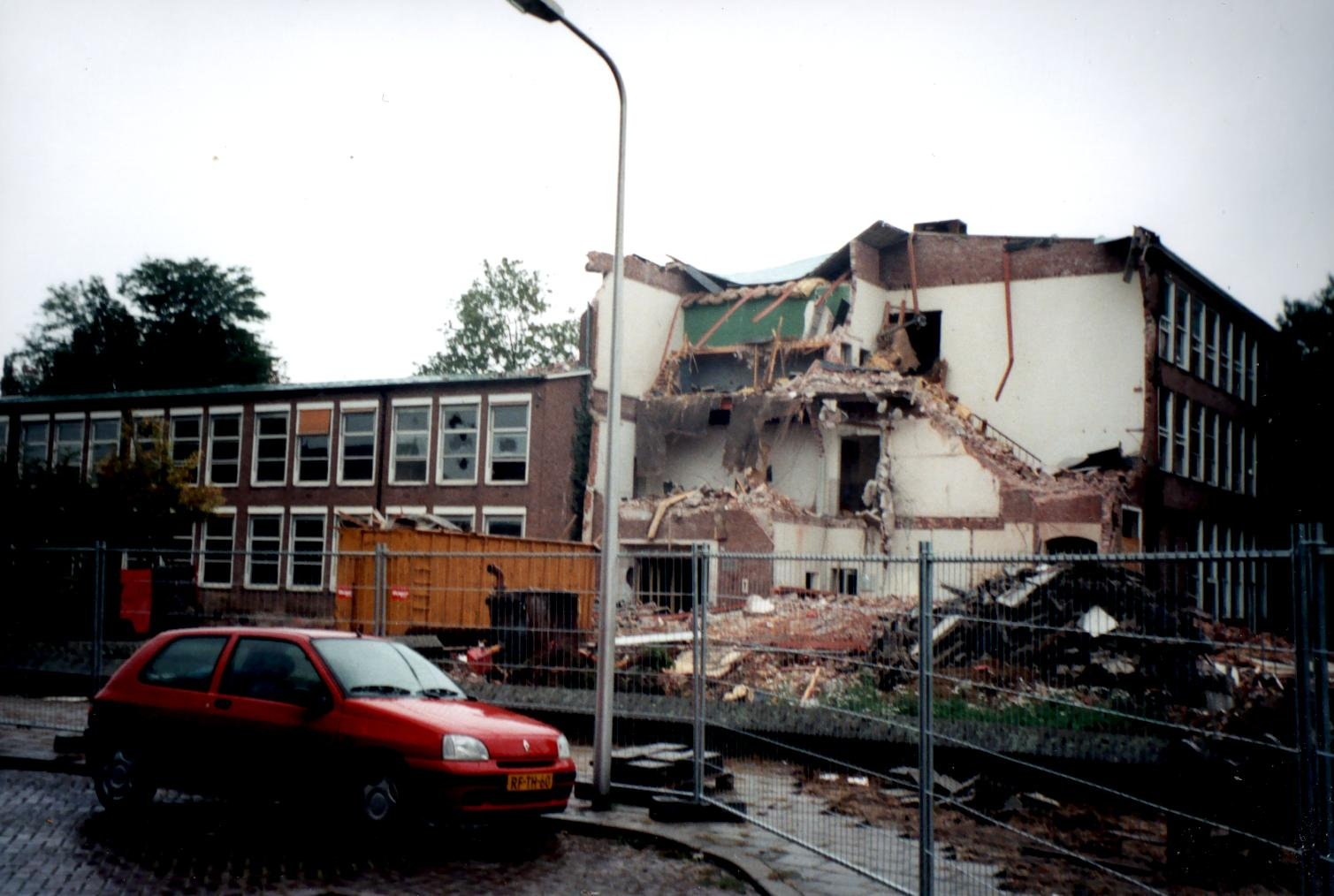
Sloop van het oude schoolgebouw (ca. 1997)

De school heette oorspronkelijk het Stedelijk Lyceum. Het was een scholengemeenschap voor havo en vwo (atheneum en gymnasium) in Zutphen. Het schoolgebouw uit 1950 aan de Isendoornstraat was door het groene koperen dak van verre herkenbaar. Boven de hoofdingang was de volgende in steen gehouwen tekst te lezen: "O gelukkigen, die na geleën verdriet hier rede rijzen ziet uw muren, poort en gevel" Boven de Oostingang van de school was een stenen plaquette ingemetseld met dezelfde tekst in het Latijn: "O Fortunati Quorum Iam Moenia Surgunt" Sinds 2011 zijn deze plaquette in de gevel van het nieuwe gebouw terug te vinden.
In augustus 1990 fuseerde voornoemd Stedelijk Lyceum met drie andere scholen in Zutphen tot de Stedelijke Scholengemeenschap Zutphen (SSGZ). De leerlingen kwamen voornamelijk uit Zutphen maar ook uit de regio, zoals Dieren, Brummen, Gorssel, Voorst en Eefde. Na nieuwbouw, waarbij het oude monumentale pand werd gesloopt, werd de naam gewijzigd van Stedelijke Scholengemeenschap Zutphen naar het Stedelijk Daltoncollege. In de zomer van 2010 werd de school opgedeeld in drie onderwijsinstellingen, en werd het Stedelijk Daltoncollege het Stedelijk Zutphen. De drie scholen die onderdeel uitmaakten van deze scholengroep waren:
- Stedelijk Vakcollege (vmbo, kb en bb)
- Stedelijk Mavo (gl, tl)
- Stedelijk Lyceum (havo en vwo)

## Bekende oud-leerlingen en personeelsleden
- Wim Brands, schrijver, presentator, recensent, programmamaker Boeken VPRO
- Erik Breukink, wielrenner, ploegleider
- Dick Dolman, oud-voorzitter van de Tweede Kamer
- Hubert van Hille, kunstschilder en lithograaf
- Paul Jansen, hoofdredacteur bij De Telegraaf
- Agnes Kant, oud-fractievoorzitter Tweede Kamer SP
- Bas Kosters, modeontwerper
- Paul de Krom, staatssecretaris Sociale Zaken
- Martine Letterie, schrijfster van kinderboeken en lerares Nederlands
- Paula van der Oest, filmregisseur
- Frits Vrijlandt, bergbeklimmer, bereikte als eerste Nederlander de top van de Mount Everest
- Jakob Wedemeijer, advocaat en SP-politicus
- Gerrit Wolsink, voormalig Nederlands motorcross-racer
- Reinard Zandvoort, hoogleraar

## Locaties
Het Stedelijk Zutphen zat op de locaties:
- Isendoornstraat: Isendoornstraat 3, 7201 NJ Zutphen 52° 8′ 41″ NB, 6° 11′ 57″ OL
- Wijnhofstraat: Wijnhofstraat 1, 7203 DV Zutphen 52° 8′ 52″ NB, 6° 13′ 15″ OL